# Jorge Molina
Jorge Molina Vidal (Alcoy, 22 aprile 1982) è un ex calciatore spagnolo, di ruolo attaccante.

## Carriera
Cresce calcisticamente nel Club Deportivo Alcoyano ed in prima squadra colleziona 28 presenze e 12 gol. Dal 2007 al 2009 gioca nel Polideportivo Ejido in Segunda Divisiòn con 66 presenze e 24 gol all'attivo.
Nella stagione 2009-2010 passa all'Elche con cui si laurea capocannoniere della Segunda Divisiòn 2009-2010 con 27 gol.
Nell'estate 2010 passa al Betis.
Nell'estate 2016 passa al Getafe, dalla quale si svincola il 24 agosto 2020. Il giorno successivo firma per il Granada.

## Statistiche

### Presenze e reti nei club
Statistiche aggiornate al termine della carriera.
| Stagione        | Squadra         | Campionato      | Campionato | Campionato | Coppe nazionali | Coppe nazionali | Coppe nazionali | Coppe continentali | Coppe continentali | Coppe continentali | Altre coppe | Altre coppe | Altre coppe | Totale | Totale | Totale |
| Stagione        | Squadra         | Comp            | Pres       | Reti       | Comp            | Pres            | Reti            | Comp               | Pres               | Reti               | Comp        | Pres        | Reti        | Pres   | Reti   |        |
| --------------- | --------------- | --------------- | ---------- | ---------- | --------------- | --------------- | --------------- | ------------------ | ------------------ | ------------------ | ----------- | ----------- | ----------- | ------ | ------ | ------ |
| 2001-2002       | Alcoyano        | TD              | 28         | 12         | CR              | 0               | 0               | -                  | -                  | -                  | -           | -           | -           | 28     | 12     |        |
| 2002-2003       | Benidorm        | TD              | 30         | 4          | CR              | 0               | 0               | -                  | -                  | -                  | -           | -           | -           | 30     | 4      |        |
| 2003-2004       | Benidorm        | TD              | 40         | 9          | CR              | 2               | 1               | -                  | -                  | -                  | -           | -           | -           | 42     | 10     |        |
| 2004-2005       | Gandía          | TD              | 22         | 5          | CR              | 0               | 0               | -                  | -                  | -                  | -           | -           | -           | 22     | 5      |        |
| 2005-2006       | Benidorm        | SDB             | 35         | 12         | CR              | 0               | 0               | -                  | -                  | -                  | -           | -           | -           | 35     | 12     |        |
| 2006-2007       | Benidorm        | SDB             | 37         | 22         | CR              | 2               | 0               | -                  | -                  | -                  | -           | -           | -           | 39     | 22     |        |
| Totale Benidorm | Totale Benidorm | Totale Benidorm | 142        | 48         |                 | 4               | 1               |                    | -                  | -                  |             | -           | -           | 146    | 49     |        |
| 2007-2008       | Poli Ejido      | SD              | 30         | 5          | CR              | 1               | 0               | -                  | -                  | -                  | -           | -           | -           | 31     | 5      |        |
| 2008-2009       | Poli Ejido      | SDB             | 36+2       | 19         | CR              | 6               | 7               | -                  | -                  | -                  | -           | -           | -           | 44     | 26     |        |
| Totale Ejido    | Totale Ejido    | Totale Ejido    | 66+2       | 24         |                 | 7               | 7               |                    | -                  | -                  |             | -           | -           | 75     | 31     |        |
| 2009-2010       | Elche           | SD              | 38         | 26         | CR              | 1               | 1               | -                  | -                  | -                  | -           | -           | -           | 39     | 27     |        |
| 2010-2011       | Betis           | SD              | 33         | 18         | CR              | 7               | 4               | -                  | -                  | -                  | -           | -           | -           | 40     | 22     |        |
| 2011-2012       | Betis           | PD              | 26         | 6          | CR              | 2               | 2               | -                  | -                  | -                  | -           | -           | -           | 28     | 8      |        |
| 2012-2013       | Betis           | PD              | 32         | 13         | CR              | 6               | 1               | -                  | -                  | -                  | -           | -           | -           | 38     | 14     |        |
| 2013-2014       | Betis           | PD              | 32         | 9          | CR              | 4               | 1               | UEL                | 7                  | 2                  | -           | -           | -           | 43     | 12     |        |
| 2014-2015       | Betis           | SD              | 32         | 19         | CR              | 4               | 1               | -                  | -                  | -                  | -           | -           | -           | 36     | 20     |        |
| 2015-2016       | Betis           | PD              | 23         | 1          | CR              | 3               | 0               | -                  | -                  | -                  | -           | -           | -           | 26     | 1      |        |
| Totale Betis    | Totale Betis    | Totale Betis    | 179        | 66         |                 | 26              | 9               |                    | 7                  | 2                  |             | -           | -           | 212    | 77     |        |
| 2016-2017       | Getafe          | SD              | 39+4       | 20+2       | CR              | 1               | 0               | -                  | -                  | -                  | -           | -           | -           | 44     | 22     |        |
| 2017-2018       | Getafe          | PD              | 36         | 7          | CR              | 0               | 0               | -                  | -                  | -                  | -           | -           | -           | 36     | 7      |        |
| 2018-2019       | Getafe          | PD              | 38         | 14         | CR              | 3               | 2               | -                  | -                  | -                  | -           | -           | -           | 41     | 16     |        |
| 2019-2020       | Getafe          | PD              | 34         | 5          | CR              | 2               | 1               | UEL                | 6                  | 1                  | -           | -           | -           | 42     | 7      |        |
| Totale Getafe   | Totale Getafe   | Totale Getafe   | 147+4      | 46+2       |                 | 6               | 3               |                    | 6                  | 1                  |             | -           | -           | 163    | 52     |        |
| 2020-2021       | Granada         | PD              | 33         | 8          | CR              | 4               | 4               | UEL                | 14                 | 3                  | -           | -           | -           | 51     | 15     |        |
| 2021-2022       | Granada         | PD              | 35         | 10         | CR              | 2               | 2               | -                  | -                  | -                  | -           | -           | -           | 37     | 12     |        |
| 2022-2023       | Granada         | SD              | 25         | 3          | CR              | 2               | 1               | -                  | -                  | -                  | -           | -           | -           | 27     | 4      |        |
| Totale Granada  | Totale Granada  | Totale Granada  | 93         | 21         |                 | 8               | 7               |                    | 14                 | 3                  |             | -           | -           | 115    | 31     |        |
| Totale carriera | Totale carriera | Totale carriera | 721        | 250        |                 | 52              | 28              |                    | 27                 | 6                  |             | -           | -           | 800    | 284    |        |

## Palmarès

### Club

#### Competizioni nazionali
- Segunda División: 3

Betis: 2010-2011, 2014-2015
Granada: 2022-2023

### Individuale
- Trofeo Pichichi (Segunda División): 1

2009-2010 (26 gol)